# Dominique Voynet

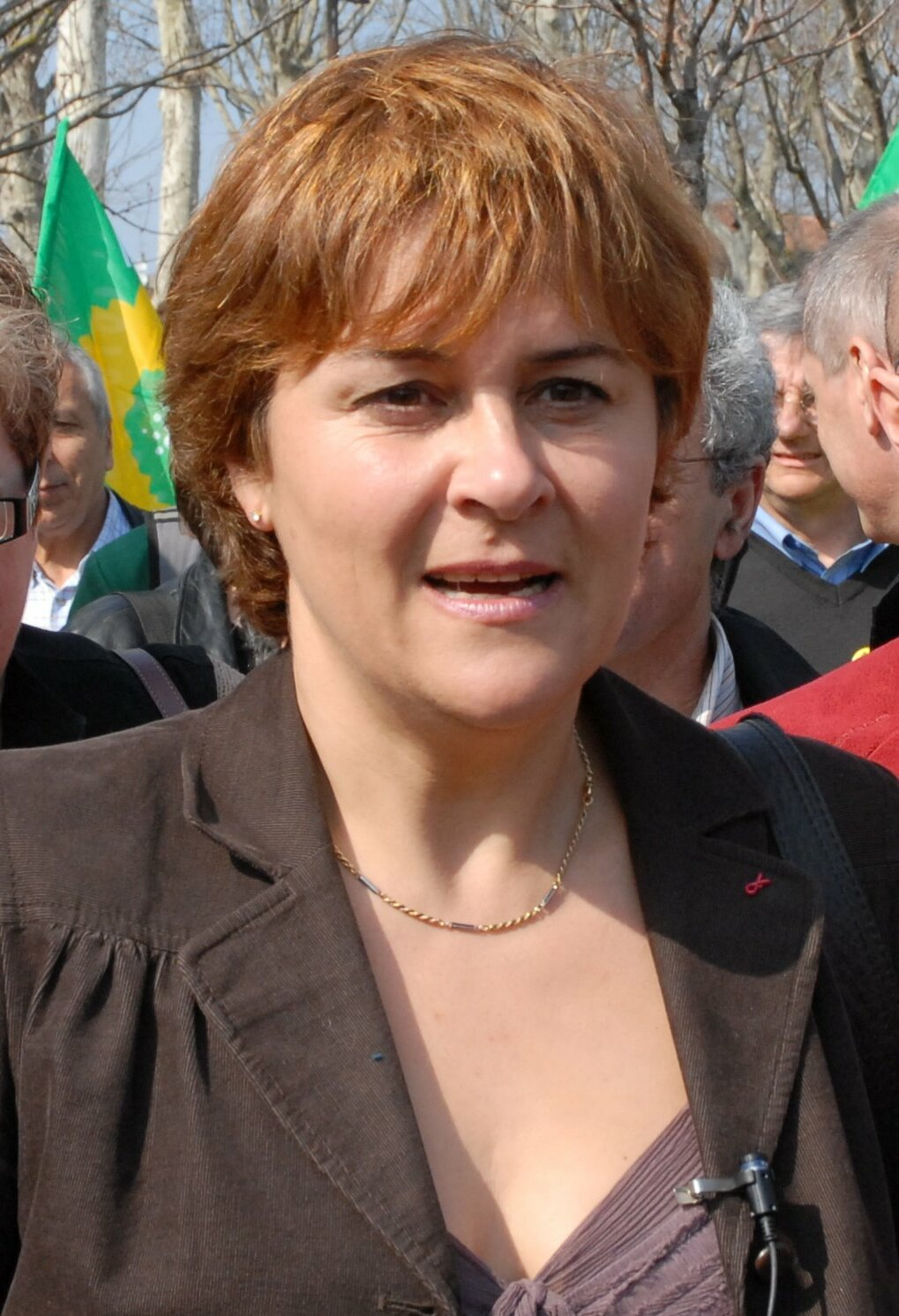
Dominique Voynet (2007)

Dominique Voynet (* 4. November 1958 in Montbéliard) ist eine französische Politikerin der Grünen (Les Verts) und ehemalige Umweltministerin. Von 2008 bis 2014 war sie Bürgermeisterin der Stadt Montreuil.

## Leben
Voynet begann sich in den späten siebziger Jahren während ihres Medizinstudiums in der Umweltbewegung zu engagieren. Sie trat weiterhin Amnesty International, der Gewerkschaft CFDT, dem Front de lutte antimilitariste und den Amis de la Terre bei. 1984 war sie, zusammen mit Yves Cochet, Guy Hascoët, Antoine Waechter und anderen an der Gründung der französischen Grünen (Les Verts) beteiligt. Sie schloss ihre ärztliche Weiterbildung als Fachärztin für Notfallmedizin und Anästhesie im Alter von 23 Jahren ab.
1989 wurde sie zur Europaabgeordneten gewählt, gab aber 1991 ihren Sitz im europäischen Parlament auf, um Sprecherin der französischen Grünen zu werden. Nachdem sie von 1992 bis 1994 Mitglied im Regionalrat der Franche-Comté war, errang sie 1995 als Kandidatin der Partei bei den französischen Präsidentschaftswahlen 3,32 Prozent der Stimmen im ersten Wahlgang.
1997 wurde sie in die französische Assemblée nationale gewählt, verzichtete aber auf ihren Sitz im Parlament, um im Kabinett Jospin als erstes grünes Regierungsmitglied überhaupt das Ministerium für Umwelt- und Raumplanung zu übernehmen. Nach ihrem Rücktritt 2001 wurde sie Parteivorsitzende  und leitete den Wahlkampf des Kandidaten der Grünen bei den Präsidentschaftswahlen 2002 Noël Mamère, der im ersten Wahlgang fünf Prozent der Stimmen auf sich vereinigen konnte. 2003 übernahm Gilles Lemaire ihr Parteiamt. Im September 2004 wurde sie zur Senatorin für das Département Seine-Saint-Denis gewählt.
Im Juli 2006 wurde sie von ihrer Partei zur Kandidatin der Grünen bei der Präsidentschaftswahl 2007 gewählt und errang mit 1,57 % der abgegebenen Stimmen die achte Position unter zwölf Mitbewerbern.
Voynet ist Mutter zweier Töchter. Die ältere, Marine Ronzani, war Kandidatin der Grünen im Département Jura zur Wahl in die Assemblée nationale im Juni 2007.

## Politische Ämter
- 1989–2004: Stadträtin von Dole
- 1989–1991: Mitglied des Europaparlaments
- 1992–1994: Regionalrätin von Franche-Comté
- Juni 1997: Mitglied der Assemblée nationale
- 1997–2001: Ministerin für Umwelt- und Raumplanung
- 2004–2011: Senatorin des Départements Seine-Saint-Denis bei Paris
- 2008–2014: Bürgermeisterin der Stadt Montreuil